# Pleione maculata
Pleione maculata är en växtart i släktet Pleione och familjen orkidéer. Den beskrevs av John Lindley, och fick sitt nu gällande namn av John Lindley och Joseph Paxton. Den kan hybridisera med P. praecox; hybriden kallas P. × lagenaria.

## Utbredning
Arten förekommer från Himalaya i väster till södra Kina (västra Yunnan) och Indokina i öster. Den odlas även som krukväxt.